# 鲍德温·斯潘塞

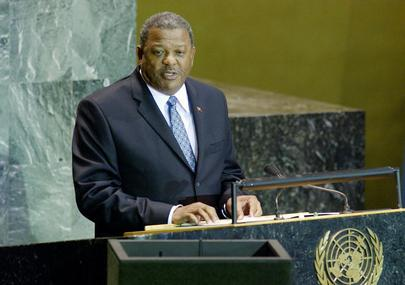
鲍德温·斯潘塞

鲍德温·斯潘塞（Baldwin Spencer，1948年10月8日 - ），安提瓜和巴布达政治家，第3任安提瓜和巴布达总理。
| 前任： 莱斯特·伯德 | 安提瓜和巴布达总理 2004-2014 | 繼任： 賈斯頓·布朗 |